# حزب سبز بولیوی
حزب سبز بولیوی (اسپانیایی: Partido Verde de Bolivia‎) یک حزب سیاسی در بولیوی است که دارای گرایش سیاسی سبز محور است. این حزب که در سال ۲۰۰۷ تأسیس گردید در انتخابات سراسری بولیوی ۲۰۱۴ شرکت کرد که دارای نقش حزب اپوزیسیون جناح حاکم حرکت برای سوسیالیسم و رئیس‌جمهور اوو مورالس بود. این حزب عضو سبزهای جهانی است که شبکه بین‌المللی احزاب سبز می‌باشد، و ناظر فدراسیون احزاب سبز قاره آمریکا می‌باشد که یک شبکه منطقه ای به مانند همان شبکه بین‌المللی احزاب سبز است.